# Ernest Pictet
Ernest Pictet (9 juillet 1829, Le Petit-Saconnex - 19 août 1909, Le Petit-Saconnex) est un banquier et homme politique suisse.

## Biographie
Fils de Jules Pictet et frère de Gustave Pictet, il suit des études de sciences et de lettres à Genève. Après avoir fait son apprentissage dans une banque à Liverpool, il devient associé de la banque Pictet & Cie à Genève en 1855, avant d'en prendre la direction à partir de 1878. 
Il fonde la Chambre de commerce de Genève en 1865 et est l'un des cofondateurs de l'Union suisse du commerce et de l'industrie en 1870, dont il assure la présidence de 1880 à 1882. Il est juge au tribunal de commerce.
Conseiller municipal (législatif) de Genève de 1858 à 1878, il devient maire du Petit-Saconnex en 1894 et président du Grand Conseil de Genève en 1878. Il est conseiller national de 1887 à 1890, puis en 1893.
Marié à Gabrielle Elisabeth Fuzier-Cayla, fille de l'avocat Horace Guillaume Fuzier-Cayla et d'Anna Bouthillier de Beaumont, il est le père d'Amé Pictet, de Guillaume Pictet, de Paul Pictet, de Lucien Pictet, et d'Arnold Pictet.